# Puiselet-le-Marais
Puiselet-le-Marais là một xã ở tỉnh Essonne thuộc vùng Île-de-France miền bắc nước Pháp.
Tại thời điểm năm 2006 census, the Dân số là 289.
Danh xưng cư dân địa phương Puiselet-le-Marais trong tiếng Pháp là Pirlotchets.